# Ludovico Ludovisi

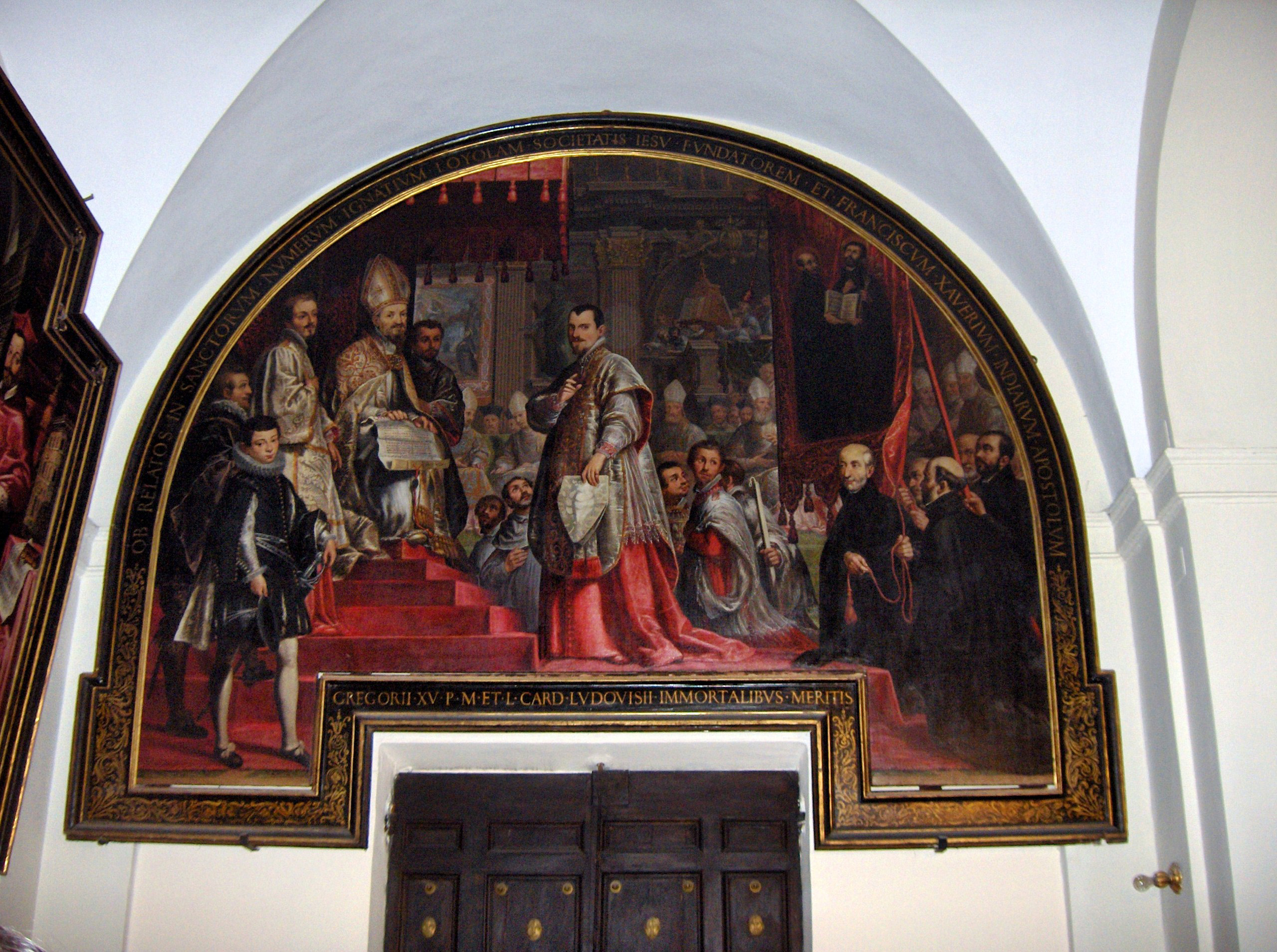
Papież Grzegorz XV wraz z kardynałem Ludovico Ludovisi

Ludovico Ludovisi (ur. 27 października 1595 w Bolonii, zm. 18 listopada 1632 tamże) – włoski kardynał.

## Życiorys
W 1615 uzyskał doktorat z prawa kanonicznego na Uniwersytecie Bolońskim. Po wyborze jego stryja na papieża został mianowany przez niego kardynałem. Wywierał duży wpływ na Grzegorza XV. Był jego superintnedentem generalnym, sekretarzem stanu, legatem w Fermo (1621) i Awinionie (1621-23), kamerlingiem Kamery Apostolskiej (1621-23), prefektem Sygnatury Brewe Apostolskich oraz utworzonej wówczas Kongregacji Rozkrzewiania Wiary (od 1622) i wicekanclerzem Kancelarii Apostolskiej (od 1623 aż do śmierci). Uporządkował finanse Stolicy Apostolskiej. Od 1621 był arcybiskupem Bolonii. Sprawował też funkcję kardynała-protektora księstwa Sabaudii (od 1621), katolików irlandzkich (od 1625) oraz wielu zakonów, m.in. dominikanów. Współtworzył Papieskie Kolegium Irlandzkie w Rzymie. Był także patronem artystów i kolekcjonerem dzieł sztuki. Rychło stał się jednym z najbogatszych kardynałów – jego roczne dochody szacowano na ponad 100 tysięcy skudów.
Po śmierci stryja i wyborze nowego papieża Urbana VIII utracił na znaczeniu, na pewien czas musiał nawet opuścić Rzym (1624), dokąd jednak powrócił w 1625 w związku z obchodami roku jubileuszowego. W 1632 popadł w konflikt z papieżem Urbanem VIII i musiał na stałe wyjechać z Rzymu do swojej stolicy arcybiskupiej w Bolonii. Tam niedługo potem zmarł w wieku zaledwie 37 lat.